# Съни бийч
„Съни бийч“ е български романтичен комедиен сериал на bTV.

## Излъчване

### Основни епизоди
Премиерата на сериала е на 21 февруари 2020 г. по bTV и се излъчва всеки петък от 20:00 часа. След четвъртия епизод на 13 март сериалът е спрян за неопределен период от време – след като bTV Media Group предприема промени в програмата си заради епидемичните мерки и извънредната ситуация с COVID-19.
Няколко седмици преди извънредното спиране на излъчването и дни след премиерата на първия епизод – на 26 февруари 2021 г. в предаването „Тази сутрин“ по bTV актьорът Иво Аръков и продуцентът на сериала Иван Христов съобщават, че през пролетта ще започнат снимките на втория сезон на „Съни бийч“.
Година по-късно – на 26 февруари 2021 г. bTV започва излъчването на епизодите от първия сезон – вече всеки петък от 21:00 ч. като след повторението на първите четири епизода започва и премиерното излъчване на останалите епизоди от сезона.
Премиерата на втория сезон е на 3 май 2022 г., а финалът му е на 2 юни 2022 г. Първоначално стартът на сезона е обявен за 2 май, но 10 дни преди премиерата тя е отложена. Телевизията променя схемата на излъчване като вместо един, всяка седмица се излъчват по няколко епизода.
В края на април 2023 г. bTV обявява, че през лятото на същата година започват снимките на третия сезон на сериала. Телевизията излъчва повторения на първите два сезона на продукцията отново в праймтайм – от 31 май, от сряда до петък в 21:00 ч. Епизодите на третия сезон се излъчват от 25 февруари 2024 г., всяка неделя от 20:00 ч. 

### Сезони
| Сезон | ТВ канал | Схема на излъчване                       | ТВ сезон      | Епизоди            | Премиера    | Финал   | Времетраене |
| ----- | -------- | ---------------------------------------- | ------------- | ------------------ | ----------- | ------- | ----------- |
| 1     | bTV      | петък, 20:00 – 21:00 ч.                  | 2020 (пролет) | 1 – 4              | 21 февруари | 13 март | 45 минути   |
| 1     | bTV      | петък, 21:00 – 22:00 ч.                  | 2021 (пролет) | 1 – 4 (повторение) | 26 февруари | 19 март | 45 минути   |
| 1     | bTV      | петък, 21:00 – 22:00 ч.                  | 2021 (пролет) | 5 – 12             | 26 март     | 14 май  | 45 минути   |
| 2     | bTV      | вторник и сряда, 21:00 – 22:00 ч.        | 2022 (пролет) | 1 – 6              | 3 май       | 18 май  | 45 минути   |
| 2     | bTV      | понеделник – четвъртък, 21:00 – 22:00 ч. | 2022 (пролет) | 7 – 14             | 23 май      | 2 юни   | 45 минути   |
| 3     | bTV      | неделя, 20:00 – 21:00 ч.                 | 2024 (пролет) | 1 – 14             | 25 февруари | 26 май  | 45 минути   |

### Съпътстващи продукции
„Съни бийч“ е първият български телевизионен сериал със съпътстващи онлайн продукции.
В поредицата „Слънчев бряг коментира Съни бийч“ с водещ влогърът Алпер Чочев хотелиери и други представители на туристическия бранш в курорта Слънчев бряг, където е и заснет сериала, коментират епизодите, излъчени в ефир през пролетта на 2021 г.
По време на втория сезон на страницата на продукцията в сайта на телевизията се излъчва поредицата „Влез в сериала“, която представя моменти зад кадър и информация за работата на екипа и снимките на „Съни бийч“.
Пред своите партньори и рекламодатели bTV обявява плановете си и за spin-off дигитален сериал „Животът на Жоро“ за онлайн платформата VOYO през пролетта на 2022 г. Епизодите на поредицата с основен герой Георги Филчев (изигран от Даниел Пеев – Дънди) се излъчват всеки делник от 22 май 2023 г. по нишовия канал bTV Comedy, но с предпремиера в онлайн платформата на bTV. Малко след премиерата целият сериал се излъчва повторно и в ефира на bTV.

## Актьорски състав
- Бойко Кръстанов – Михаил Георгиев „Гомес“
- Явор Бахаров – Никола Тасев
- Иво Аръков – Младен Киселов
- Евелин Костова – Ивон Спасова
- Лидия Инджова – Дарина Спасова
- Боряна Братоева – Виктория Крумова
- Надя Иванова – Виолета Иванова „Вивиан“
- Даниел Пеев – Дънди – Георги Филчев
- Фелимир Миланов – Мартин Георгиев
- Николай Ишков – Стойчо Розата
- Мариан Маринов – Димитър Крумов
- Любомир Ковачев – Калин, бившият на Дарина
- Василена Винченцо – Весето
- Виттория Николова – Елена
- Даниел Цочев – Александър Тасев
- Христо Петков – Тони Алексиев
- Стоян Радев Ге. К. – Художника
- Полина Недкова – Моника
- Любомир Петкашев – Кацко бармана
- Георги Кадурин – Димитър, баща на Дарина и Ивон
- Вяра Табакова – Мария, майка на Ивон и Дарина
- Станка Калчева – Николета Тасева
- Манал Ел Фейтури – Кейт
- Аня Пенчева – Розалия, майка на Младен
- Кирил Ефремов – лихваря
- Георги Тошев
- Влади Въргала – Ростислав, баща на Младен
- Анжела Недялкова – адвокат Ангелова
- Симеон Владов – прокурор